# Oberschönau (Arberg)
Oberschönau ist ein Gemeindeteil des Marktes Arberg im Landkreis Ansbach (Mittelfranken, Bayern). Oberschönau liegt in der Gemarkung Arberg.

## Geographische Lage
Unmittelbar nördlich des Weilers erhebt sich der Kreuzbuck. Im Süden liegt das Gunzenfeld, das aus kleineren Parzellen von Ackerland, Grünland und Waldgebieten besteht. Eine Gemeindeverbindungsstraße führt nach Unterschönau (0,9 km östlich) bzw. nach Arberg zur Staatsstraße 2411 (1,2 km westlich).

## Geschichte
Der Ort lag im Fraischbezirk des eichstättischen Pflegamt Arberg-Ornbau. Im Jahr 1615 wurden in Unter- und Oberschönau zusammen acht Anwesen und ein Hirtenhaus genannt, die alle dem Hochstift Eichstätt zinspflichtig waren. Zum Vergleich: 2002 hatten Unter- und Oberschönau zusammen 13 Anwesen und 65 Einwohner. Im Ort selbst gab es Ende des 18. Jahrhunderts vier Untertansfamilien, die alle das Kastenamt Arberg-Ornbau als Grundherrn hatten.
Mit dem Gemeindeedikt (frühes 19. Jahrhundert) wurde der Ort dem Steuerdistrikt und der Ruralgemeinde Arberg zugewiesen.

### Baudenkmäler
In Oberschönau gibt es zwei Baudenkmäler:
- Die katholische Kapelle Unsere Liebe Frau ist ein Putzbau mit quadratischem Grundriss, der 1757 errichtet wurde.
- Rund 400 Meter außerhalb des Ortes am Arberger Weg steht eine im Jahr 1629 errichtete Sandstein-Bildsäule.

### Einwohnerentwicklung
| Jahr      | 001818 | 001840 | 001861 | 001871 | 001885 | 001900 | 001925 | 001950 | 001961 | 001970 | 001987 |
| Einwohner | 27     | 31     | 34     | 32     | 35     | 46     | 39     | 46     | 28     | 32     | 29     |
| Häuser    | 5      | 5      |        |        | 3      | 5      | 7      | 7      | 5      |        | 6      |
| Quelle    | [ 10 ] | [ 11 ] | [ 12 ] | [ 13 ] | [ 14 ] | [ 15 ] | [ 16 ] | [ 17 ] | [ 18 ] | [ 19 ] | [ 1 ]  |

## Religion
Der Ort ist römisch-katholisch geprägt und bis heute nach St. Blasius (Arberg) gepfarrt. Die Einwohner evangelisch-lutherischer Konfession sind nach St. Maria (Königshofen an der Heide) gepfarrt.